# ハロルド・フレデリック・ピトケアン
ハロルド・フレデリック・ピトケアン（Harold Frederick Pitcairn、1897年6月20日 - 1960年4月24日）は、アメリカ合衆国の発明家、航空先駆者。
彼はオートジャイロの開発におけるキーパーソンであり、オートジャイロ・カンパニー・オブ・アメリカを設立した。彼は回転翼機に関するいくつかの革新的特許を取得した。

## 生涯
ピトケアンは1897年6月20日にペンシルベニア州ブライン・アタインで生まれた。
ピトケアンはカーティス・エアロプレーン・アンド・モーター・カンパニーに見習いとして入社、航空機開発に関わり始めた。1916年にニューポートニューズのカーティス・フライング・スクールに入校した。
ピトケアンはピトケアン・アヴィエーション（後のイースタン航空）と、ピトケアン・エアクラフト・カンパニーを設立し、郵便複葉機やオートジャイロを製造した。彼はアメリカ合衆国におけるフアン・デ・ラ・シエルバの特許使用権を1929年に300,000ドルで購入した。
彼はオートジャイロ開発の功績で1930年にコリアー・トロフィーを受賞した。フーヴァー大統領は1931年にホワイトハウスの芝生においてピトケアンにトロフィーを授与した。ピトケアン・PCA-2はホワイトハウスに着陸した最初の航空機であった。
1960年4月24日、ピトケアンは兄弟の誕生日を祝うパーティーの直後、フィラデルフィアの自宅で自殺した 。

## 遺産
より同情的なソースと、警察の調書では、死が偶発的で、不完全なサベージ・モデル1907自動拳銃によるものであったと伝える。ピトケアンは1995年に国立航空栄誉の殿堂入りした。彼の死から17年後の1977年、合衆国最高裁判所は軍の回転翼機により用いられる回転翼機操縦特許に関して、アメリカ政府に対してピトケアンに3,200万ドルを支払うよう判決を下した。

## 参照
1. 1 2 3  “Harold Pitcairn Takes Life At 62. Plane and Autogiro Pioneer Shoots Himself at Home in Philadelphia Suburb”. Associated Press in the New York Times. (1960年4月24日). "Harold F. Pitcairn, noted aviation pioneer, took his life with a single pistol shot early today. Only a few hours before he had been notably gay at a party celebrating the seventy-fifth birthday of his brother Raymond. ..."
2. ↑  Pattillo, Donald M. (1998). A history in the making: 80 turbulent years in the American general aviation Industry (1st ed.). McGraw-Hill Professional
3. 1 2  “Harold Pitcairn”.   The National Aviation Hall of Fame. 2011年4月5日閲覧。
4. 1 2 3 4  Charnov, Bruce H. Cierva, Pitcairn and the Legacy of Rotary-Wing Flight Archived 2016年3月3日, at the Wayback Machine. Hofstra University. Accessed: 22 November 2011.
5. ↑  “Collier Trophy”. 2007年10月11日閲覧。
6. ↑  Frank K. Smith. Legacy of Wings, The Harold Pitcairn Story.
7. ↑  “Rotorcraft pioneers”. 2011年1月23日閲覧。